# Passacrassana

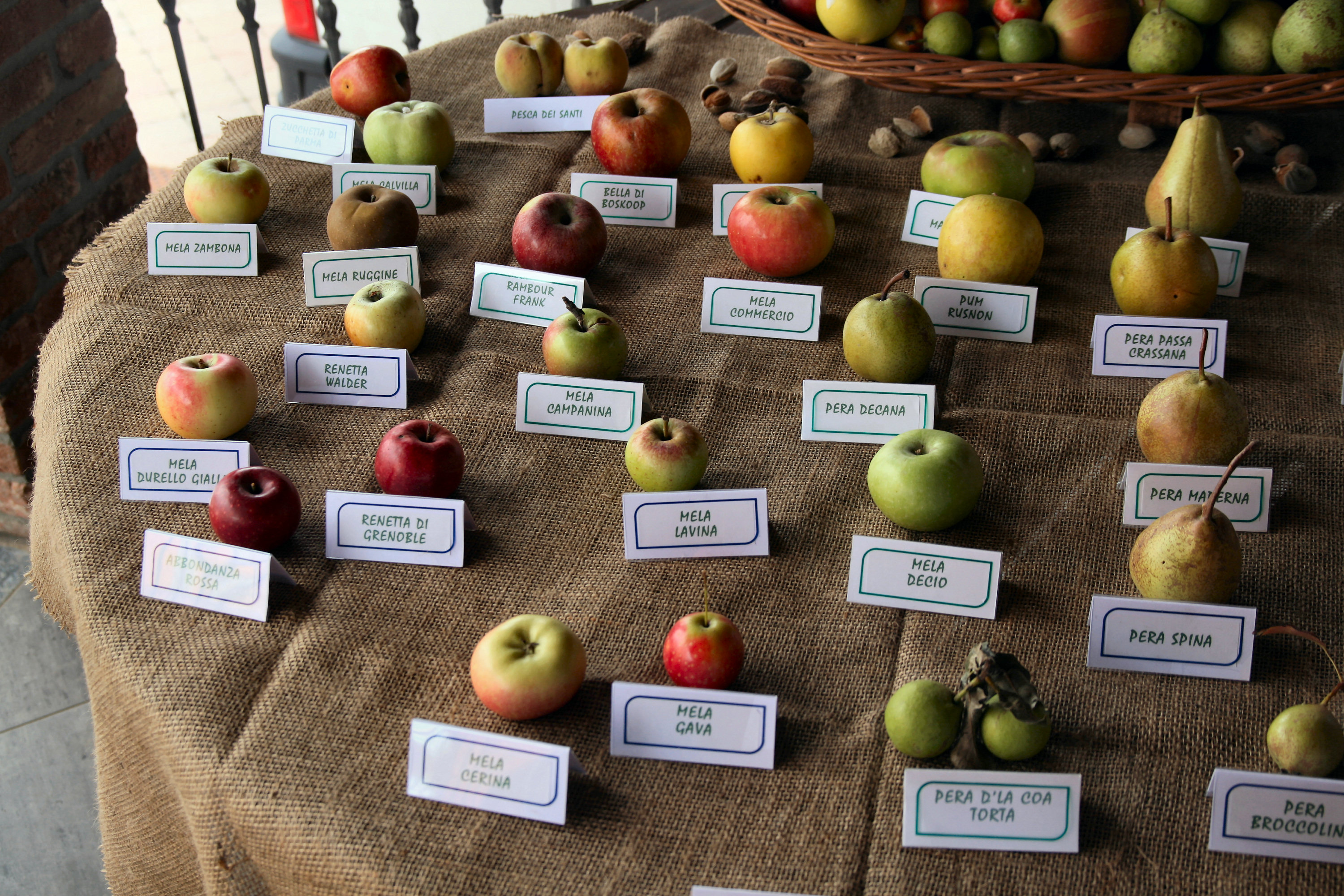
La passacrassana a confronto con altra frutta antica.

La passacrassana, passa crassana o crassana (in francese passe-crassane) è una cultivar ottocentesca di pera, originaria della Francia.
Il nome potrebbe derivare dal comune di Crazannes, nella regione francese del Poitou-Charentes.

## Storia
La varietà è stata selezionata da un semenzale per la prima volta dall'arboricoltore Louis Boisbunel a Rouen, in Francia, il quale la presentò ufficialmente nel 1855 alla Société centrale d'horticulture de la Seine-Inférieure.
L'uso del termine crassana è confermato in Italia nel 1986, mentre il corrispettivo scritto francese crassane è presente già alla fine del XVII secolo, forse a indicare uno scavalcamento di confine tardivo.
La pera passacrassana ebbe una buona diffusione in Italia e Francia ma venne con il tempo abbandonata per qualità più facilmente commercializzabili.

## Descrizione
Il frutto è tondeggiante, di grossa pezzatura, dalla buccia spessa. 
Marcel Proust lo descrive profumato come di rosa.
Si raccoglie a ottobre e si consuma appena colto, oppure lo si conserva in fruttaio anche fino a gennaio, facendolo maturare lentamente per consumarlo cotto.
Il pero passacrassana, simile al cotogno, è discretamente robusto e resistente; se ben potato ha una buona e costante produttività.
Impollinatori del pero passacrassana sono abate Fétel, conférence, pera coscia, decana del comizio, decana d'inverno, Williams.